# Joe Danger 2: The Movie
Joe Danger 2: The Movie è un videogioco a piattaforme/di guida pubblicato per Xbox 360 e PlayStation 3, ed è il secondo titolo pubblicato dall'indipendente Hello Games. Si tratta di un sequel del videogioco Joe Danger. Il gioco è stato annunciato ad agosto 2011, ed è stato pubblicato il 14 settembre 2012.

## Trama
Joe ha conquistato la simpatia di un regista di Hollywood, che lo ha ingaggiato per recitare tutte le scene che hanno bisogno di uno stuntman nel film che sta girando. Il film infatti consiste interamente in una serie di classiche scene d'azione dei film di genere, e Joe dovrà interpretare numerose scene pericolose a bordo di mini kart, sci e motociclette della polizia.